# 量産型ルカ -プラモ部員の青き逆襲-
『量産型ルカ -プラモ部員の青き逆襲-』（りょうさんがたルカ プラモぶいんのあおきぎゃくしゅう）は、2025年7月4日（3日深夜）からテレビ東京系「木ドラ24」枠で放送中のテレビドラマ。主演は賀喜遥香と筒井あやめ。

## あらすじ
幼馴染の高嶺瑠夏（通称・タカルカ）と瀬戸流歌（通称・セトルカ）は、望ケ丘高校に通う”可も無く不可も無い”普通の女子高生。昔からいつも一緒にいるため、周りから“ルカルカ”と呼ばれている二人は、帰宅部のまま高校三年生を迎えたある日、校舎の奥にお菓子でデコレーションされた教室を見つける。入ってみると、そこは廃部寸前のプラモデル部であり、顧問の蓬田先生（通称・よもさん）と副顧問のナツに勧められプラモデルを作ることになった二人は、その魅力に惹かれていく。

## キャスト

### 主要人物
高嶺瑠夏（たかね るか） / タカルカ〈18〉
演 - 賀喜遥香（乃木坂46）  （幼少期：髙木悠叶）
高校生。大のお菓子好き。
瀬戸流歌（せと るか） / セトルカ〈18〉
演 - 筒井あやめ（乃木坂46） （幼少期：英茉）
幼稚園からのタカルカの幼馴染。

### 望ケ丘高校
向井渉
演 - 山崎竜太郎
ルカルカの同級生。元バスケ部、現在は帰宅部。
名和玲
演 - 小林桃子
高校3年生でダンス部のエース。
ナツ
演 - 尾本侑樹奈（LINKL PLANET）
美術教師でプラモデル部の副顧問。
蓬田篤宏 / よもさん
演 - 岡田義徳
美術教師でプラモデル部の顧問。

### ゲスト

#### 第4話
類
演 - 磯野駿英瑠
セトルカにバンドのボーカルを頼み込む男子学生｡

#### 第6話
新田小春
演 - 山本かりん
台風の日に猫を助けに来た女子学生｡

#### 第7話
今野
演 - 清水元太
淑青大学への入学を志望する男子学生｡
女子大生
演 - 佐藤咲菜・高柳光花（LINKL PLANET）
淑青大学の女子大生｡

## スタッフ
- 企画・原案・プロデュース - 畑中翔太（dea / BABEL LABEL）[2]
- 脚本 - 畑中翔太、首藤凜[2]
- 音楽 - 菊地信哉
- 音楽プロディース - フジモトヨシタカ
- オープニングテーマ - Aooo「フラジャイル・ナイト」（Echoes / Sony Music Entertainment (Japan) Inc.）[12]
- エンディングテーマ - LINKL PLANET「プラトモ」[13]
- 監督 - 首藤凜、林隆行、井口昇、井樫彩、福田芽衣[2]
- プロデューサー - 漆間宏一（テレビ東京）、涌田秀幸（C&Iエンタテインメント）、岩上貴則（C&Iエンタテインメント）[2]
- 制作 - テレビ東京、C&Iエンタテインメント[2]
- 制作協力 - BANDAI SPIRITS[2]
- 製作著作 - 「量産型ルカ」製作委員会[2]

## 放送日程
| 各話  | 放送日  | サブタイトル       | 脚本     | 監督     |
| ----- | ------- | ------------------ | -------- | -------- |
| 第1話 | 7月04日 | 量産型時代         | 畑中翔太 | 首藤凜   |
| 第2話 | 7月11日 | ウィリーなお年頃   | 畑中翔太 | 林隆行   |
| 第3話 | 7月18日 | 救世主ワタル       | 畑中翔太 | 井口昇   |
| 第4話 | 7月25日 | 小さな恋のメロディ | 首藤凛   | 井樫彩   |
| 第5話 | 8月01日 | 真夏のプールレース | 畑中翔太 | 井樫彩   |
| 第6話 | 8月08日 | 嵐のプラモ部       | 首藤凛   | 林隆行   |
| 第7話 | 8月15日 | タガエルミチ       | 畑中翔太 | 福田芽衣 |

## 登場プラモデル
| 各話  | プラモデル                                                                  | 作成者                   | 出典   |
| ----- | --------------------------------------------------------------------------- | ------------------------ | ------ |
| 第1話 | BANDAI SPIRITS HGUC 1/144 ザクII                                            | 高嶺瑠夏、瀬戸流歌       | [ 15 ] |
| 第2話 | アオシマ ザ・バイク No.68 1/12 ホンダ Z50J-1 モンキー ’78                   | 瀬戸流歌                 | [ 16 ] |
| 第3話 | BANDAI SPIRITS 魔神創造伝ワタル 龍神丸                                      | 向井渉                   | [ 17 ] |
| 第3話 | BANDAI SPIRITS 魔神創造伝ワタル 風神丸                                      | 高嶺瑠夏                 | [ 17 ] |
| 第4話 | BANDAI SPIRITS Figure-riseLABO 初音ミク V4X                                 | 瀬戸流歌                 | [ 18 ] |
| 第5話 | タミヤ ミニ四駆 キャット                                                    | 高嶺瑠夏                 | [ 19 ] |
| 第5話 | タミヤ ミニ四駆 ピッグ                                                      | 瀬戸流歌                 | [ 19 ] |
| 第5話 | タミヤ ミニ四駆 ホーク                                                      | 向井渉                   | [ 19 ] |
| 第6話 | BANDAI SPIRITS ポケモンプラモコレクション 46 セレクトシリーズ レックウザ    | 新田小春                 | [ 20 ] |
| 第6話 | BANDAI SPIRITS ポケモンプラモコレクション No.41 セレクトシリーズ ピカチュウ | 新田小春                 | [ 20 ] |
| 第6話 | BANDAI SPIRITS ポケモンプラモコレクション 49 セレクトシリーズ サーナイト    | 新田小春                 | [ 20 ] |
| 第6話 | BANDAI SPIRITS ポケモンプラモコレクション No.42 セレクトシリーズ イーブイ   | 高嶺瑠夏                 | [ 20 ] |
| 第6話 | BANDAI SPIRITS ポケモンプラモコレクション クイック!! 18 ニャオハ            | 高嶺瑠夏                 | [ 20 ] |
| 第6話 | BANDAI SPIRITS ポケモンプラモコレクション 45 セレクトシリーズ ゲンガー      | 向井渉                   | [ 20 ] |
| 第7話 | BANDAI SPIRITS Figure-rise Amplified メタルグレイモン（ワクチン種）         | 瀬戸流歌、蓬田篤宏、ナツ | [ 21 ] |

## 放送局
| 放送期間                 | 放送時間                     | 放送局         | 対象地域       | 備考                     |
| ------------------------ | ---------------------------- | -------------- | -------------- | ------------------------ |
| 2025年7月4日 -           | 金曜 0:30 - 1:00（木曜深夜） | テレビ東京     | 関東広域圏     | 製作局                   |
|                          |                              | テレビ大阪     | 大阪府         |                          |
|                          |                              | テレビ愛知     | 愛知県         |                          |
|                          |                              | テレビせとうち | 岡山県・香川県 |                          |
|                          |                              | テレビ北海道   | 北海道         |                          |
|                          |                              | TVQ九州放送    | 福岡県         |                          |
| 2025年7月10日 - （予定） | 木曜 0:00 - 0:30（水曜深夜） | BSテレ東       | 全国           |                          |
|                          |                              | BSテレ東4K     | 全国           | 4Kアップコンバートで放送 |

## ネット配信
| 配信開始月 | 配信サイト     | 配信料金     | 備考       |
| ---------- | -------------- | ------------ | ---------- |
| 2025年7月  | ネットもテレ東 | 広告付き無料 | 見逃し配信 |
| 2025年7月  | TVer           | 広告付き無料 | 見逃し配信 |
| 2025年7月  | Lemino         | 定額制有料   |            |